# Septembre 1843

## Événements

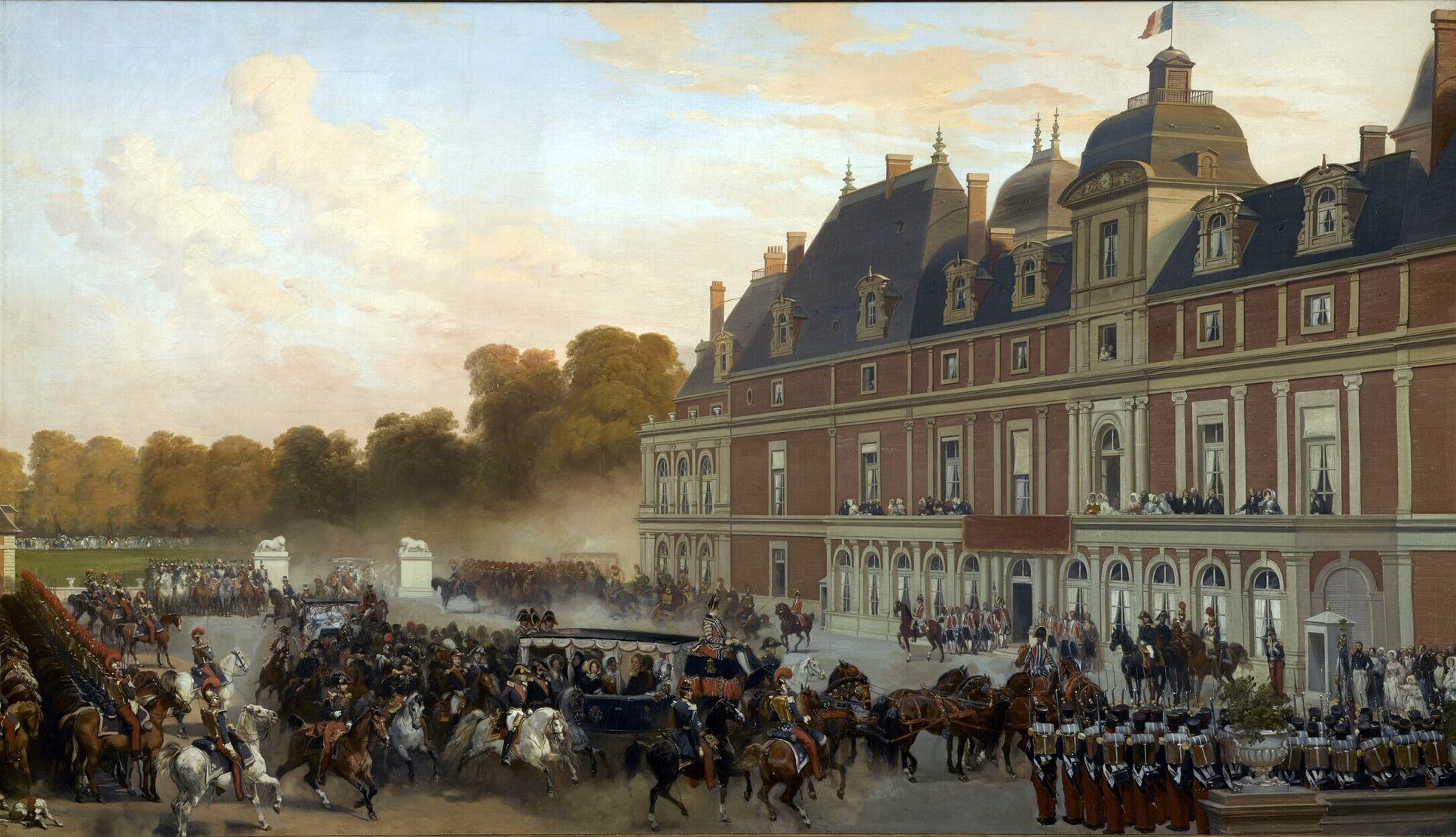
2 septembre : Arrivée de la reine Victoria au château d'Eu, toile de Eugène Lami

- 2 - 7 septembre : visite de la reine Victoria au roi Louis-Philippe en Normandie, au château d'Eu.

- 3 septembre : excursion en famille Louis-Philippe et la reine Victoria en char-à-bancs.

- 4 septembre : Léopoldine Hugo, fille de Victor Hugo et son époux, Charles Vacquerie, se noient dans la Seine à Villequier (Seine-Maritime) par suite du chavirage de leur canot à voile.

- 5 septembre : François Guizot se débrouille pour échapper aux discussions et discuter avec Lord Aberdeen avec lequel il s'entend bien.

- 6 septembre : Léopoldine Hugo et Charles Vacquerie sont inhumés au cimetière de Villequier.

- 12 septembre : Victor Hugo et Juliette Drouet sont de retour à Paris.
- 13 septembre : Louis-Philippe Ier rentre d'Eu où il a reçu la reine Victoria, à Saint-Cloud.

- 15 septembre (3 septembre du calendrier julien) : coup d’État militaire (Dimitrios Kallergis et Yánnis Makriyánnis) et insurrection à Athènes qui provoque le passage à une monarchie constitutionnelle en Grèce. Othon Ier doit convoquer une Assemblée nationale chargée de mettre en place une Constitution. Le chef du nouveau gouvernement, Metaxás décide d’expulser tous les Bavarois encore présent en Grèce[1].

- 26 septembre, France : création au Théâtre de l’Odéon de la pièce d'Honoré de Balzac Paméla Giraud, sans grand succès.

## Naissances
- 9 septembre : Oscar Montelius (mort en 1921), archéologue suédois.
- 14 septembre : Friedrich Techmer (mort en 1891), phonéticien et linguiste allemand

## Décès
- 4 septembre : Léopoldine Hugo et son mari Charles Vacquerie, noyés dans la Seine à Villequier.
- 11 septembre : Joseph Nicollet (né en 1786), mathématicien et géographe français.
- 19 septembre : Gaspard-Gustave Coriolis (né en 1792), mathématicien et ingénieur français.
- 30 septembre :
  - William Allen (né en 1770), scientifique et philanthrope anglais.
  - Richard Harlan (né en 1796), médecin, zoologiste et paléontologue américain.